# Schomboepidendrum
× Schomboepidendrum, (abreviado Smbep) en el comercio, es un híbrido intergenérico entre los géneros de orquídeas Epidendrum × Schomburgkia. Fue publicado en Orchid Rev. 65: 90 (1957).